# Катилинарии
Катилина́рии (лат. Orationes In Catilinam, Речи против Катилины) — четыре речи, произнесённые в ноябре и декабре 63 года до н. э. в Римском сенате действующим консулом Цицероном при подавлении заговора Катилины.
Сохранились в литературной обработке автора, выполненной им в 61—60 годах до н. э. Речи являются важным источником по истории заговора Катилины, а также примечательным образцом ораторского искусства.
Против Катилины Цицерон произнёс четыре речи:
- Первая речь — в сенате, в храме Юпитера Статора, 8 ноября 63 года до н. э.;
- Вторая речь — на форуме, 9 ноября 63 года до н. э.;
- Третья речь — на форуме, вечером 3 декабря 63 года до н. э.;
- Четвёртая речь — в сенате, в храме Согласия, 5 декабря 63 года до н. э.

## Характеристика речей
Наиболее известна первая речь против Катилины. Её отличают образные выражения, олицетворения, метафоры и риторические вопросы. Первые слова речи стали одной из наиболее известных латинских цитат:

Доколе же ты, Катилина, будешь злоупотреблять нашим терпением? Как долго ещё ты, в своем бешенстве, будешь издеваться над нами? До каких пределов ты будешь кичиться своей дерзостью, не знающей узды?
Оригинальный текст (лат.)Quo usque tandem abutere, Catilina, patientia nostra? quam diu etiam furor iste tuus nos eludet? quem ad finem sese effrenata iactabit audacia?

Начальные слова речи со времён античности заучивались наизусть в школах, что обеспечило популярность и другой фразе из первой речи, ставшей крылатой, — «О времена! О нравы!» (лат. O tempora! O mores!). Также широко известно выражение Cum tacent, clamant («Тем, что они молчат, они кричат»).
Кроме того, первые абзацы этой речи, начиная с XVIII века, использовались как текст для пробных оттисков в типографиях.
Адресатом первой речи формально выступает Катилина, но Цицерон в ней многократно повторяет обращение к отцам-сенаторам. В связи с этим делают вывод, что Цицерон пытается перед Сенатом отвести от себя обвинения в бездействии и одновременно делает всё, чтобы очернить Катилину (речь изобилует обвинениями его в подготовке грабежей и опустошении всего). Речь имела целью оказать воздействие на нервы Катилины и подвигнуть его на необдуманные поступки.
Остальные три речи обладают меньшими достоинствами, Цицерон в них уделяет в основном внимание себе и своим заслугам в деле раскрытия заговора. Существует мнение, что общая история заговора в речах дана весьма смутно, а недостаток фактов Цицерон восполнил патетикой.